# Rückstellkraft
Die Rückstellkraft Fr ist eine Kraft, die auf eine aus ihrer Ruhelage heraus bewegte Masse wirkt. Die Rückstellkraft wirkt hierbei zurück in Richtung der Ruhelage dieser Masse, sie will die Masse in ihre Ruhelage "zurückstellen".
Die Rückstellkraft tritt z. B. bei Auslenkungen von elastischen Federn auf:
- Bei Anwendung in Messgeräten  ist sie dem Wert der Messgröße proportional, z. B. dem der elektrischen Stromstärke  in einem Drehspulmesswerk.
- Beim Schwingen eines Feder-Masse-Systems wirkt sie wiederholt in wechselnder Richtung, jedoch immer zur Ruhelage der Masse, z. B. beim Federn eines Fahrzeugs.

Eine Rückstellkraft kann auch an einem Körper wirksam werden, wenn er in eine tiefere Lage mit geringerer potentieller Energie frei beweglich ist, z. B. ein fallen gelassener Stein.

## Rückstellkraft bei Schwingungen

Rückstellkraft bei einem Federpendel

Bei Fadenpendeln oder Wassersäulen in U-Rohren entsteht wiederholte Bewegungsumkehr (von der Schwerkraft angeregte Schwingung).
Bei Abwesenheit bzw. Vernachlässigung anderer Kräfte gilt das 2. Newtonsche Gesetz: Beim Anwachsen der Auslenkung von der Ruhelage führt die Rückstellkraft zu einer Verringerung der Geschwindigkeit (negative Beschleunigung) der schwingenden Masse und beim Abnehmen der Auslenkung zu einer Vergrößerung der Geschwindigkeit (positive Beschleunigung).
An den Umkehrpunkten der Schwingung erreicht die Rückstellkraft jeweils ihren Maximalwert. An den Nulldurchgängen, d. h. beim Passieren der Ruhelage, ist die Rückstellkraft gleich Null. 
Wenn sich die Rückstellkraft proportional zur Auslenkung verhält, spricht man von einer harmonischen Schwingung. Bei elektrischen Schwingkreisen ist das Äquivalent zur mechanischen Rückstellkraft die elektrische Spannung.

## Beispiel
Für das Federpendel gilt näherungsweise:
{\displaystyle F_{\mathrm {r} }=-D\cdot s}
mit
- D = Federkonstante
- s = Auslenkung.

Das Minuszeichen bewirkt, dass die Rückstellkraft und die Auslenkung des Pendels entgegengesetzt gerichtet sind; interessiert man sich lediglich für die Beträge der beteiligten Größen, so kann das Minuszeichen weggelassen werden.